# Котін Жозеф Якович
Жозеф Якович Котін (10 березня 1908, м. Павлоград, тепер Дніпропетровської області, Україна — 21 жовтня 1979, Ленінград, СРСР) — радянський конструктор важких танків і гусеничних машин спеціального призначення.

## Біографія
Народився в багатодітній родині обрусілих поляків в Павлограді, Катеринославської губернії (тепер Дніпропетровська область) України.  Був п'ятою дитиною, мав старших чотирьох сестер. На початку 1920-х, рятуючись від голоду, сім'я переїхала до Харкова. Тринадцятирічний Жозеф пішов на Харківську біржу праці. Брався за будь-яку роботу. В 1923 році йому вдалося влаштуватися «підручним слюсаря з тарифною ставкою по п'ятому розряду» на котельно-механічному заводі. Тут молодий слюсар удосконалив слюсарні лещата і, несподівано для себе, отримав на них патент. Одночасно він навчався на вечірньому робітфаку. З 1927 року Котін навчався в Харківському політехнічному інституті, але в 1930-му після третього курсу його направили в  Військову академію ім. Ф. Е. Дзержинського. Вчився на факультеті механізації і моторизації, захистив дипломний проєкт по колісно-гусеничного танку на базі вузлів вантажного автомобіля АМО-3.
Із 1932 року працював у КБ науково-дослідного відділу академії. З 1937 року — головний конструктор СКБ2 Кіровського заводу (місто Ленінград). Під його керівництвом було створено й пущено в серійне виробництво важкі танки КВ.
Під час Другої світової війни очолював СКБ-2 Челябінського Кіровського заводу (Танкоград), забезпечував серійний випуск танків. Одночасно працював заступником наркома танкової промисловості, координував дослідноконструкторські роботи на танкових заводах. З 1943 року — начальник і головний конструктор дослідного заводу № 100. Під керівництвом Котіна створено танки ІС-1, ІС-2, ІС-3 і самохідні артилерійські установки на їх базі.
Після війни розробив серію важких танків Т-10, плаваючий танк ПТ-76, бронетранспортери різних модифікацій, дослідні танки з ракетним озброєнням, самохідні агрегати для тактичних, оперативно-тактичних і стратегічних ракет («Марс», «Філін», «Планер», «Генератор5», ракетні комплекси Р11М, Р17, РТ15, РТ20П, «Темп2С», трелювальний трактор КТ12 і потужний колісний трактор КТ700 «Кіровець»). У 1968—1972 роках — заступник міністра оборонної промисловості, генерал-полковник.
Доктор технічних наук, професор

## Нагороди
Герой Соціалістичної Праці (19.09.1941). Лауреат чотирьох Сталінських премій СРСР (1941, 1943, 1946, 1948). Заслужений діяч науки РРФСР (1968). Нагороджений 4 орденами Леніна (17.04.1940; 19.09.1941; 30.12.1956; 9.03.1978), 2 орденами Жовтневої Революції (25.10.1971; 8.10.1975), Червоного Прапора (17.05.1951), орденами Суворова 1-го (16.09.1945) і 2-го (19.04.1945) ступенів, орденом Вітчизняної війни 1-го ступеня (5.08.1944), 3 орденами Трудового Червоного Прапора (2.04.1951; 12.03.1958; 28.07.1966), 3 орденами Червоної Зірки (5.06.1942, 20.01.1943; 6.11.1945), орденом «Знак Пошани» (21.06.1957), медалями.